# Phare du Fort Fincastle
Le phare du Fort Fincastle est un phare actif situé à Nassau dans le district de New Providence, aux Bahamas. Il est géré par le Bahamas Port Department 

## Histoire
Cette balise, mis en service en 1928, se situe sur le château d'eau à côté du fort Fincastle sur le plus haut point de l'île de New Providence à Nassau. La tour a été rénovée en 2017 et se trouve sur la colline de Bennet, le point culminant de l'île de New Providence.

## Description
La tour, de 40 m de haut est entièrement blanche=. Il émet, à une hauteur focale de 67 m, un éclat blanc par période de 5 secondes. Sa portée est de 28 milles nautiques (environ Modèle:Unité 52 km).
Identifiant : ARLHS : BAH-012 - Amirauté : J4654 - NGA : 110-12080 .
|                |
| New Prodidence |

### Lien connexe
- Liste des phares des Bahamas